# Sancey-le-Long
Sancey-le-Long war bis 2015 eine französische Gemeinde im Département Doubs in der Region Bourgogne-Franche-Comté. Sie ist heute Teil der Gemeinde Sancey und war der nördliche Teil der auf die Gemeinden Sancey-le-Long und Sancey-le-Grand aufgeteilten Ortschaft Sancey-l'Église.

## Geographie
Sancey-le-Long liegt auf 505 m, zwei Kilometer nordöstlich von Sancey-le-Grand und etwa 27 Kilometer südwestlich der Stadt Montbéliard (Luftlinie). Das ehemalige Straßendorf erstreckt sich im Jura, am östlichen Rand des Beckens von Sancey (Vallon de Sancey) zwischen den Höhen der Lomontkette im Norden und den Hochplateaus im Süden, am Ruisseau de la Baume.
Die Fläche des 7,02 km² großen ehemaligen Gemeindegebiets umfasst einen Abschnitt des französischen Juras. Der zentrale Teil des Gebietes wird vom Becken von Sancey eingenommen, das eine rund 3 km breite Ebene bildet und durchschnittlich auf 500 m liegt. Es ist überwiegend von Acker- und Wiesland bestanden. Entwässert wird das Gebiet durch den Ruisseau de la Baume nach Westen zum Ruisseau de Voitre. Im Westen reichte der Gemeindeboden auf die Höhe von Orve (bis 640 m).
Nach Südosten erstreckte sich das Gemeindeareal in den schmalen oberen Talabschnitt des Ruisseau de la Baume. Das Tal wird von steilen, bewaldeten Hängen flankiert, die rund 100 m hoch sind und an der Oberkante an verschiedenen Orten von einem Kalkfelsband gekrönt werden. Diese Steilhänge leiten zum Plateau (650 m) der nächsthöheren Schichtstufe über, wobei sich im Osten die Forêt du Chanois et Epaisses und im Südwesten der Vorsprung des Bois de l’Ouche befindet, auf dem mit 675 m die höchste Erhebung von Sancey-le-Long erreicht wurde. Im äußersten Südosten des Gemeindebodens lag der kesselartige Talabschluss, der typisch für eine Schichtstufenlandschaft ist.
Zu Sancey-le-Long gehörten der nördliche Ortsteil von Sancey-l’Église (500 m) am Nordwestfuß des Bois de l’Ouche sowie einige Einzelhöfe. Nachbargemeinden von Sancey-le-Long waren Rahon und Belvoir im Norden, Provenchère im Osten, Surmont und Sancey-le-Grand im Süden sowie Orve im Westen.

## Geschichte
Funde aus der Bronze- und der Eisenzeit in den Höhlen von Baume de la Roche zeugen von einer frühen Besiedlung des Gebietes von Sancey-le-Long. Als eine der frühesten Siedlungen im Becken von Sancey etablierte sich Sancey-l’Église. Im Mittelalter gehörte Sancey-le-Long zum Herrschaftsgebiet von Belvoir. Das Dorf wurde im Jahr 1636 von Truppen des Herzogs Bernhard von Sachsen-Weimar verwüstet, wobei die Bewohner in den Höhlen im Tal des Ruisseau de la Baume Zuflucht suchten. Zusammen mit der Franche-Comté gelangte Sancey-le-Long mit dem Frieden von Nimwegen 1678 an Frankreich.
Die Gemeinde Sancey-le-Long wurde am 1. Januar 2016 mit Sancey-le-Grand zur neuen Gemeinde Sancey zusammengeschlossen.

## Bevölkerung
| Jahr                       | 1962 | 1968 | 1975 | 1982 | 1990 | 1999 | 2006 | 2013 |
| -------------------------- | ---- | ---- | ---- | ---- | ---- | ---- | ---- | ---- |
| Einwohner                  | 330  | 362  | 315  | 341  | 335  | 367  | 386  | 345  |
| Quellen: Cassini und INSEE |      |      |      |      |      |      |      |      |

Mit zuletzt 345 Einwohnern (Stand 1. Januar 2013) gehörte Sancey-le-Long zu den kleinen Gemeinden des Départements Doubs. Nachdem die Einwohnerzahl in der ersten Hälfte des 20. Jahrhunderts abgenommen hatte (1906 wurden noch 415 Personen gezählt), wurde seit Mitte der 1970er Jahre wieder ein Bevölkerungswachstum verzeichnet.

## Sehenswürdigkeiten
Die Basilika Sainte-Jeanne-Antide-Thouret wurde zu Beginn des 20. Jahrhunderts im neuromanischen Stil erbaut. Im alten Ortskern sind verschiedene Bauernhäuser im traditionellen Stil der Franche-Comté erhalten, die zum Teil aus dem 16. Jahrhundert stammen.

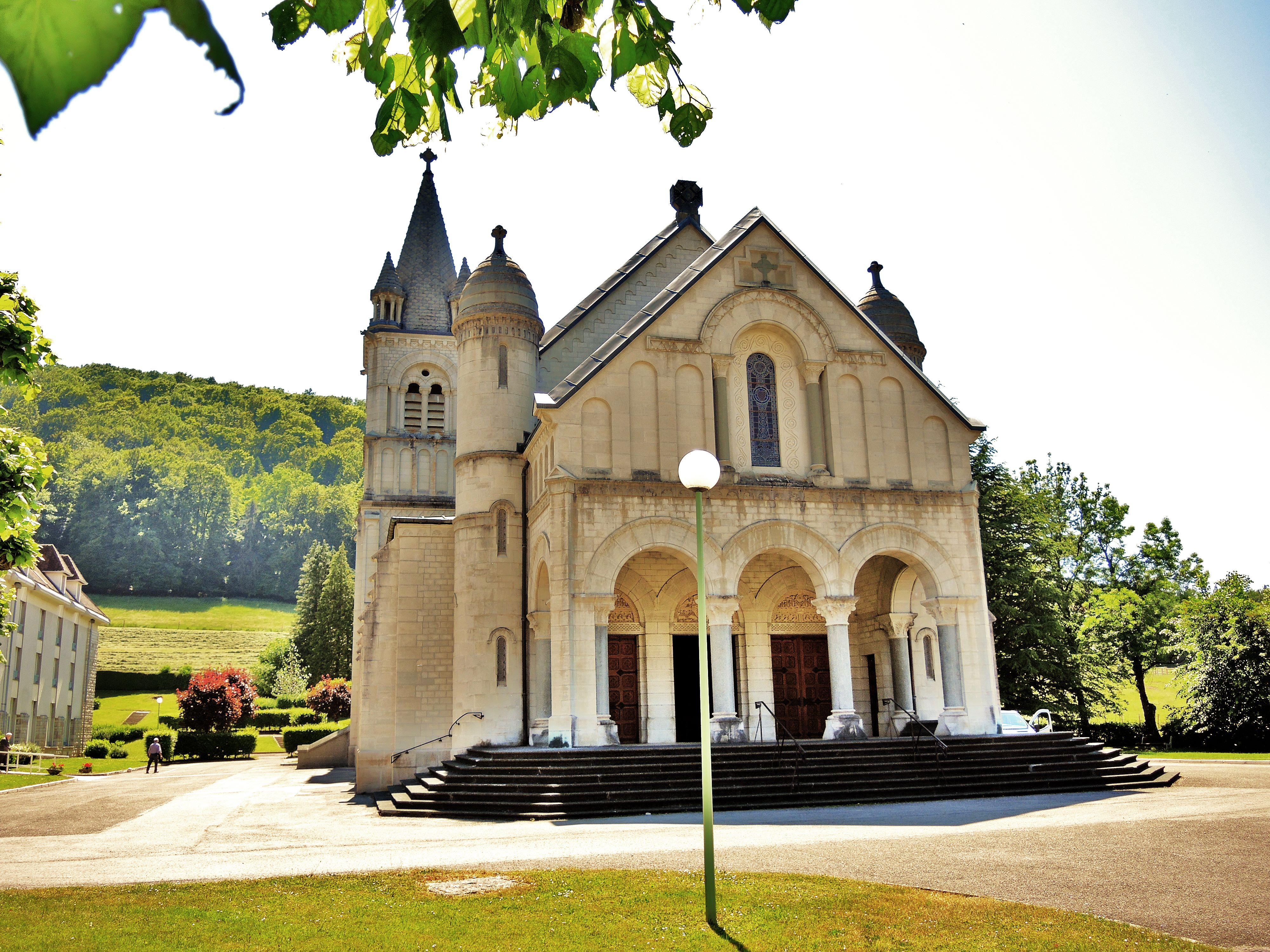
Basilika Sainte-Jeanne-Antide-Thouret
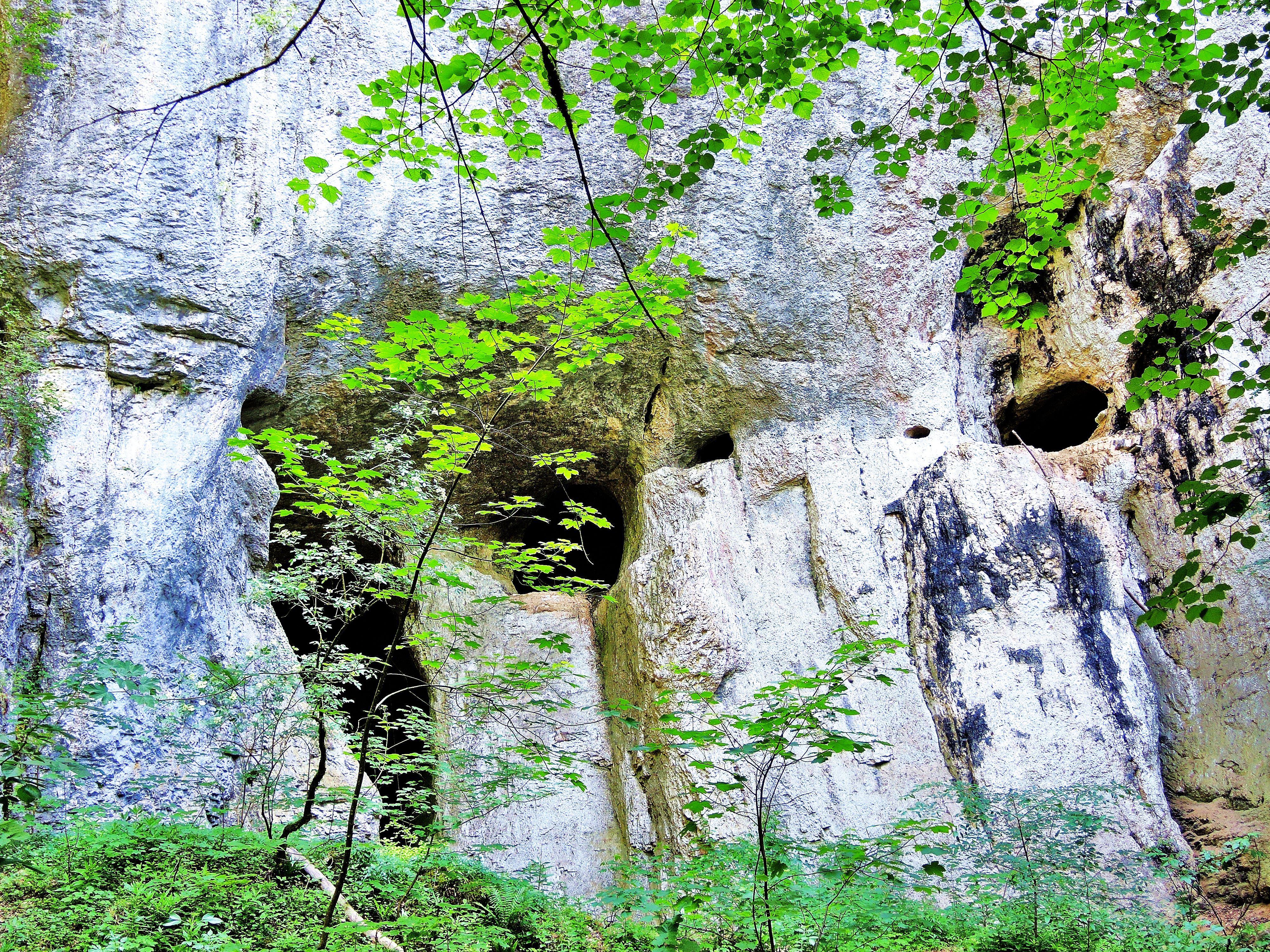
Karsthöhle „Grotte de la Baume“
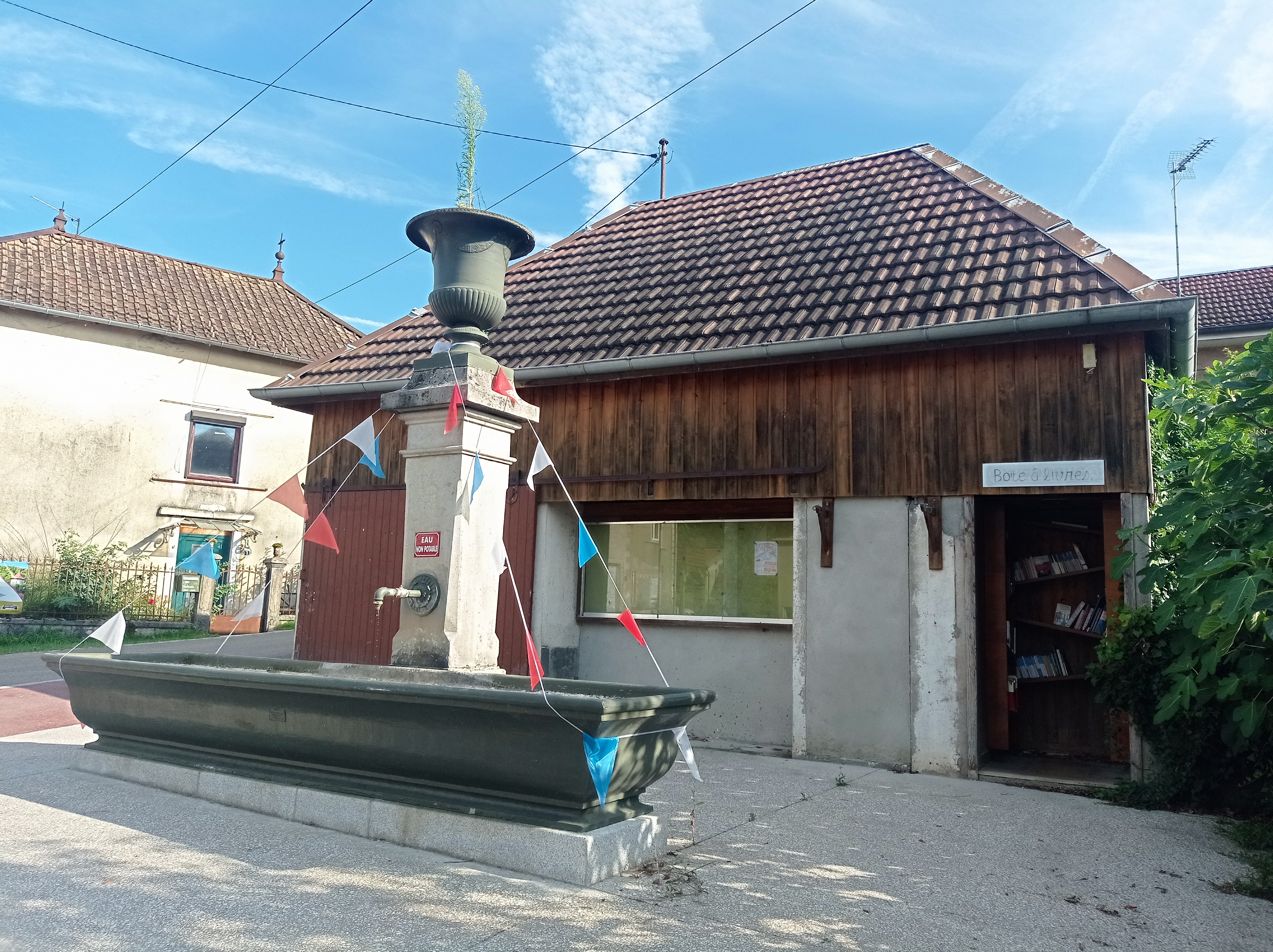
Brunnen vor der „Bücherbox“
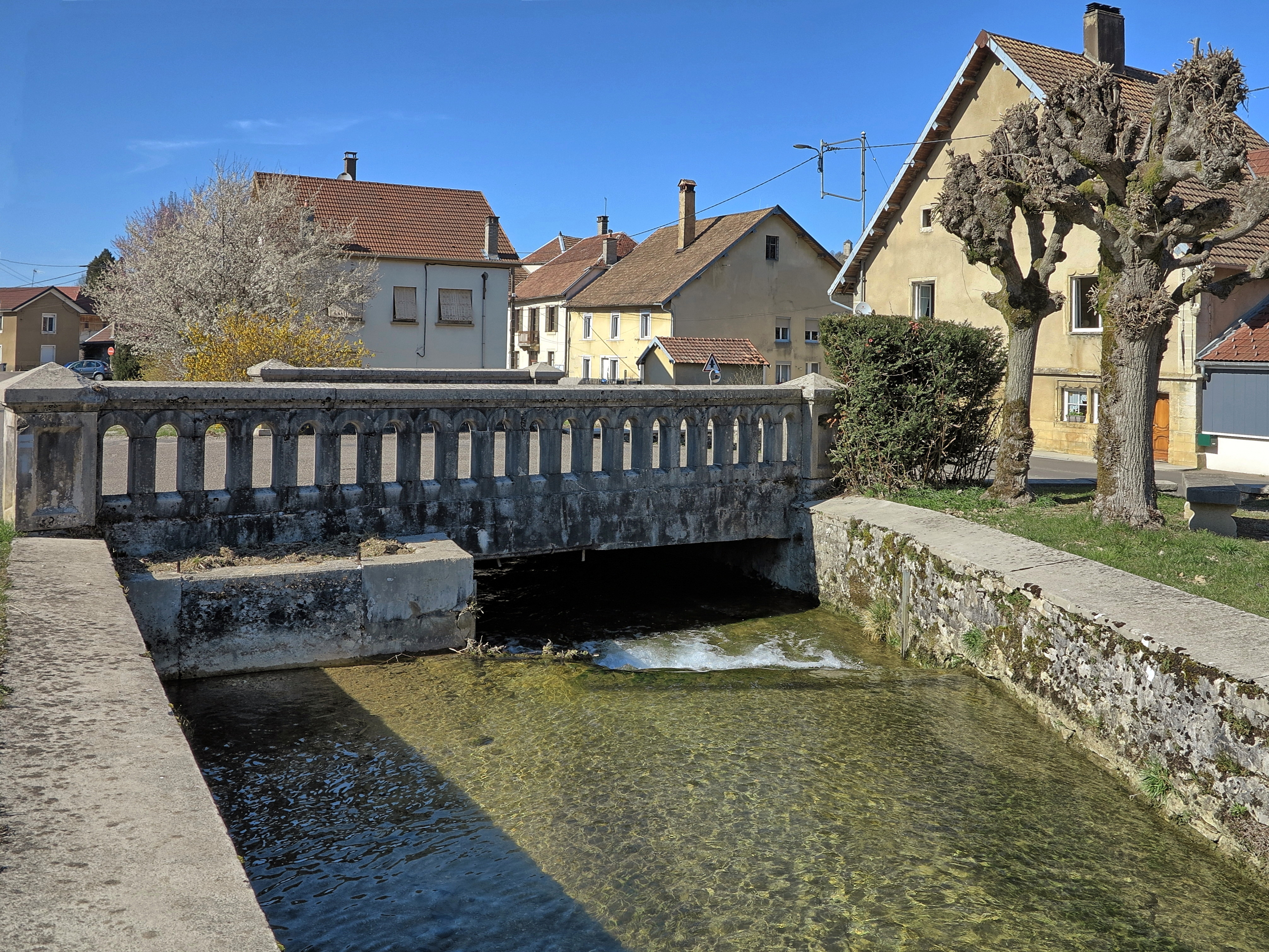
Brücke über den Ruisseau de Buhin

## Wirtschaft und Infrastruktur
Sancey-le-Long war bis weit ins 20. Jahrhundert hinein ein vorwiegend durch die Landwirtschaft (Ackerbau, Obstbau und Viehzucht) und die Forstwirtschaft geprägtes Dorf. Daneben gibt es heute einige Betriebe des lokalen Kleingewerbes, unter anderem zwei Sägereien. Viele Erwerbstätige sind auch Wegpendler, die in den größeren Ortschaften der Umgebung ihrer Arbeit nachgehen.
Die Ortschaft liegt abseits der größeren Durchgangsstraßen an einer Departementsstraße, die von Sancey-le-Grand nach Maîche führt. Weitere Straßenverbindungen bestehen mit Belvoir und L’Isle-sur-le-Doubs.

## Persönlichkeiten
- Johanna Antida Thouret (1765–1826), Ordensgründerin und Katholische Heilige, wurde in Sancey-le-Long geboren.